# Pterocheilus kamanensis
Pterocheilus kamanensis är en stekelart som beskrevs av Gusenleitner 1967. Pterocheilus kamanensis ingår i släktet palpgetingar, och familjen Eumenidae. Inga underarter finns listade i Catalogue of Life.